# Synspective
Synspective Inc. es una empresa japonesa que desarrolla y opera pequeños satélites de observación terrestre de tecnología de radar de apertura sintética (SAR, por sus siglas en inglés), lo cual le permite proporcionar datos satelitales y brindar servicios que utilizan datos satelitales.  También proporciona soluciones para empresas y gobiernos que utilizan datos satelitales y aprendizaje automático.

## Historia
La compañía fue creada en febrero de 2018. El nombre de la empresa se basa en las palabras en inglés Synthetic Data for Perspective. En julio de 2019, anunció ser la empresa de nueva creación espacial más rápida del mundo al recaudar un total acumulado de 10,9 millardos de yenes a los 17 meses de fundación. En diciembre de 2020, se lanzó el primer satélite de demostración StriX-α, que debido a su tamaño requirió una cofia mayor, y en febrero de 2021, fue la primera empresa privada japonesa que logró adquirir imágenes con un pequeño satélite SAR —clase de 100 kg—. Ha anunciado que su objetivo es construir una constelación de 30 satélites para 2030.
En 2021, Synspective adquirió derechos a lanzar tres satélites más durante 2022 y 2023, usando cohetes de Rocket Lab. En febrero de 2022, StriX-β fue puesto en órbita por el vuelo N.º 24 del cohete Electron de RocketLab.  En septiembre de 2022, su primer satélite de comercial, StriX-1, fue lanzado en el vuelo Electron N.º 30.

## Funciones de la constelación satelital
El satélite de Synspective es un pequeño radar de apertura sintética (SAR) que aplica los resultados del proyecto de desarrollo del "sistema de satélite de radar de pequeña apertura sintética capaz de realizar observaciones inmediatas a solicitud" del  programa de promoción de la investigación y el desarrollo "ImPACT", subsidiado por el gobierno japonés. Dado que el satélite SAR observa la topografía y las estructuras mediante microondas que atraviesan las nubes, se puede observar durante el día, la noche y sin importar el clima, y también es posible observar la superficie planetaria a través de las nubes. Se espera que se utilice especialmente en áreas donde es difícil de observar con satélites ópticos, como Asia, que a menudo está cubierta de nubes. Pesa 100 kg que es aproximadamente una décima parte de un gran satélite SAR convencional.

### Concepto de constelación
Synspective ha anunciado tiene como objetivo construir una constelación de 6 satélites durante la primera mitad de la década de 2020 y de 30 satélites en la segunda mitad de la misma. Con 30 satélites en órbita, será posible observar desastres en cualquier parte del mundo en 2 horas (6 sobrevuelos en 24 horas).

### Serie StriX
El 15 de diciembre de 2020, el cohete  Electron de Rocket Lab lanzó el primer satélite de demostración, StriX-α, desde un sitio de lanzamiento en la península de Mahia, Nueva Zelandia.  El nombre StriX proviene del nombre del género Strix en el cual se clasifican los búhos.
En febrero de 2021, logró adquirir imágenes por primera vez como un pequeño satélite SAR privado japonés (clase de 100 kg). La aeronave utiliza el primer sistema de antena de matriz de ranuras del mundo y consta de siete paneles de antena livianos y delgados. Cuando se lanza el satélite, está plegado y tiene un tamaño muy compacto de 70 cm cuadrados, que cabe en el carenado de un pequeño cohete. Una vez que el satélite está en órbita, se despliega automáticamente como una antena de unos 5 metros. La resolución del suelo es de 1 a 3 m, el ancho de observación es de 10 a 30 km, y es posible fotografiar hasta aproximadamente 2.000 km con un solo disparo.

### Modo de observación
La serie Strix proporciona datos para dos modos de observación, el modo Stripmap y el modo Sliding Spotlight.

#### Modo de mapa de tira
El pulso electromagnético transmitido por el radar montado en el satélite ilumina un área elíptica. En el modo de mapa de banda, la antena del radar se orienta lateralmente, la dirección de transmisión del pulso se mantiene constante en la dirección ortogonal a la órbita del satélite y el área de irradiación se mueve sobre la superficie del suelo a medida que el satélite vuela, de modo que es relativo a la órbita del satélite.  Se puede capturar una gran cantidad de imágenes de forma continua.

#### Modo foco deslizante
En el modo de foco deslizante, el área de irradiación se mueve más lentamente en la superficie del suelo que en el modo de mapa de franjas al hacer oscilar la dirección de transmisión del pulso en la dirección opuesta a la dirección de vuelo del satélite. Esto da una imagen de mayor resolución que en el modo de mapa de tira.

## Servicios ofrecidos
Además de proporcionar datos satelitales, Synspective también ofrece soluciones como Monitoreo de Desplazamiento Terrestre y Evaluación de Daños por Inundaciones que combinan datos satelitales con otros datos para cumplir con los desafíos de los clientes.

### Monitoreo de desplazamiento de tierras
El Monitoreo de Desplazamiento de Tierra es un servicio ofrecido que analiza los movimientos de tierra en un área amplia utilizando datos satelitales y proporciona los resultados. Es posible captar el riesgo de hundimiento de la tierra y desastres relacionados con los sedimentos, realizar estudios de campo en lugares donde es difícil para las personas ingresar en caso de un desastre y utilizarlo en campos relacionados con la gestión de riesgos de la tierra.  La Agencia Japonesa de Cooperación Internacional y Synspective operaron un servicio de demostración en Guatemala en 2021-2022.

### Evaluación de daños por inundaciones
La evaluación de daños por inundaciones es un servicio de solución que evalúa los daños por inundaciones (área de inundación, profundidad de la inundación, carreteras dañadas, edificios dañados) para la respuesta a desastres. El propósito es hacer posible comprender la situación de los daños en un área amplia a partir de la información primaria en caso de desastre y contribuir a una pronta respuesta. Utilizando las características de las observaciones terrestres que no se ven afectadas por el clima de los satélites SAR, es posible captar rápidamente la presencia o ausencia de daños por inundaciones en un área amplia e identificar el rango de impacto en instalaciones como carreteras y edificios.